# Червона Нива (Україна)
Черво́на Ни́ва — село в Україні, в Павлоградському районі Дніпропетровської області. Входить до складу Межиріцької сільської громади. Населення за переписом 2001 року становить 138 осіб.

## Географія
Село Червона Нива знаходиться на лівому березі річки Вовча, вище за течією на відстані 1,5 км розташоване село Межиріч, нижче за течією на відстані 3 км розташоване село Булахівка. Річка в цьому місці звивиста, утворює лимани, стариці і заболочені озера.